# Švėkšna
Švėkšna je městys v západní části Litvy, v jihozápadním Žemaitsku, v Klaipėdském kraji, okres Šilutė. Městečko leží při silnici č. 193 Saugos - Kvėdarna, 13 km od Saugů, na levém břehu říčky Švėkšnalė (pravého přítoku Ašvy). Je to městská památková rezervace.

## Minulost města
Švėkšna je zmiňována od 14. století. Podle jedné z verzí se městečko mohlo objevit po Melnské mírové dohodě v roce 1422, když skončila hrozba ze strany řádu německých rytířů. 8. března 1503 je zmiňována v rejstříku fondů a dotací Kostela Nejsvětější Panenky Marie Škaplierské v Linkuvě. V roce 1509 Švėkšna náležela Velkoknížeti Žemaitskému Kęsgailovi (Dvůr i městečko). Později dvůr náležel dalším slavným šlechtickým rodům. Od roku 1509 je zmiňováno město Švėkšna i kostel Svatého apoštola Jakuba (jako Švėkšenský kostel). V roce 1664 město získalo tržní privilegie. V polovině 19. století, když dvůr náležel Plateriajským, byl postavem zděný dvojobloukový most pro pěší nad silnicí do Klaipėdy, který spojoval zakristii kostela Svatého apoštola Jakuba s dvorem a parkem hrabat Plateriajských. Koncem století zde byl šířen zakázaný litevský tisk a knihy. V meziválečném období zde bylo progymnázium, později gymnázium, které si vzalo pod patronát litevské osvětové sdružení „Saulė“. Za Sovětů to byla sovchozní středisková obec. 18. ledna 2000 dekretem č. 754 Prezident Litevské republiky Valdas Adamkus potvrdil městský znak Švėkšny.

## Původ názvu
Město dostalo jméno podle říčky Švėkšnalė, která se dříve jmenovala prostě Švėkšna a která byla zmiňována dříve, než město - již od roku 1384.

## Galerie

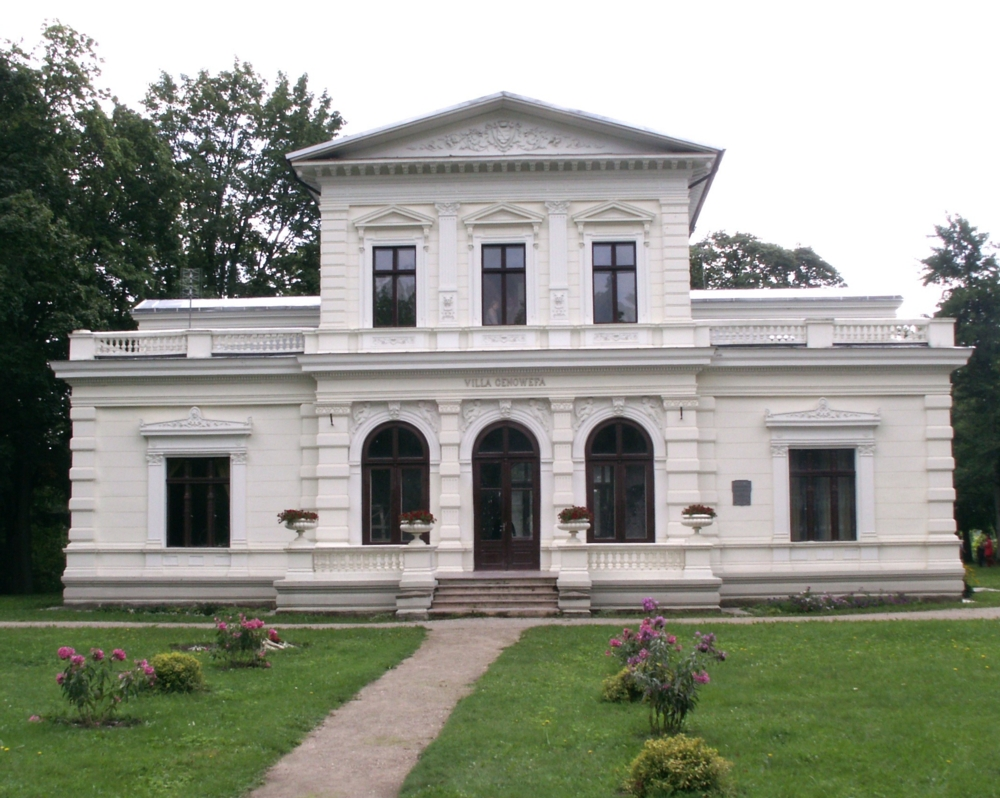
Genovaitina vila ve dvoře hrabat Plateriajských
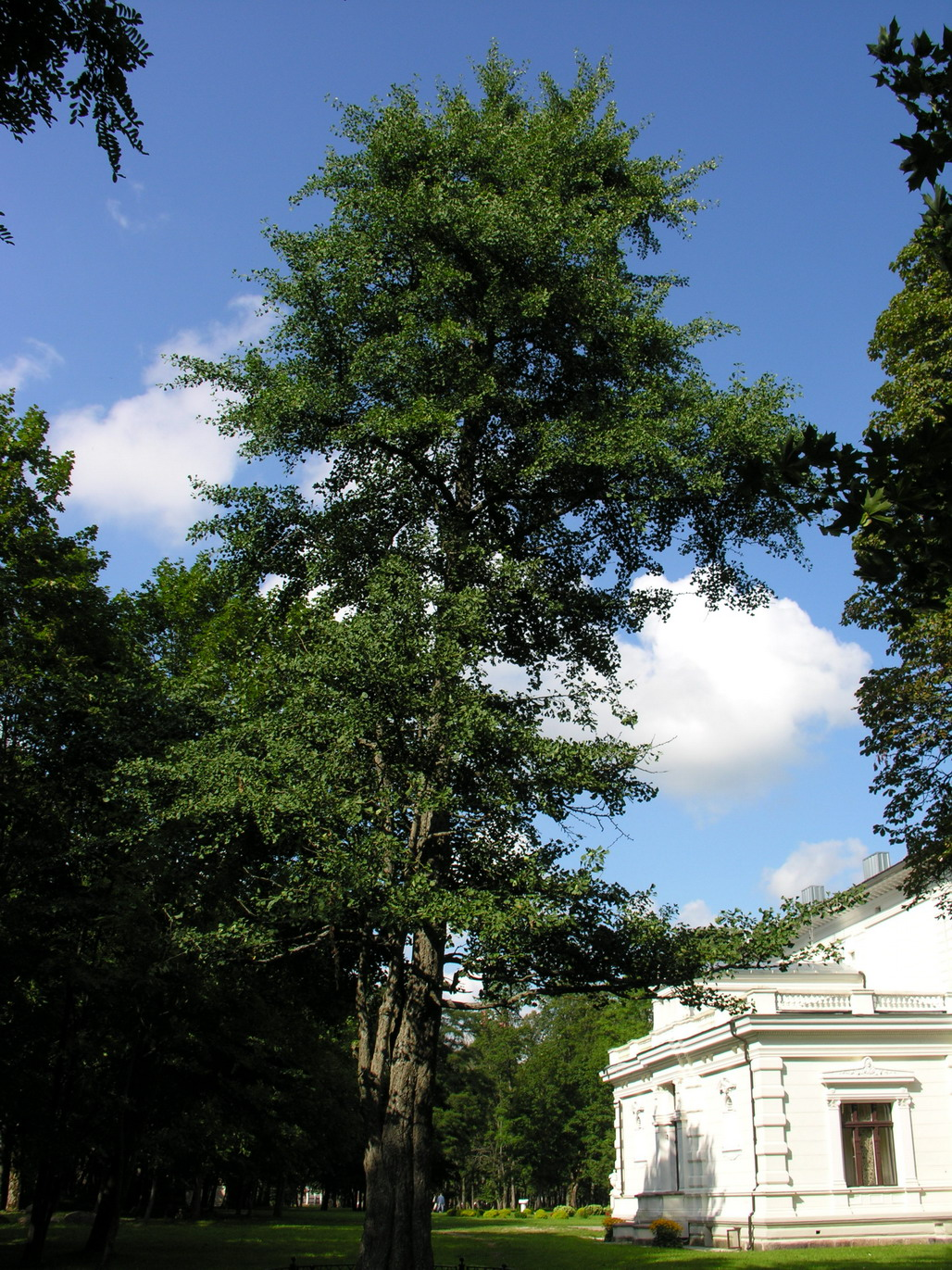
Jinan dvoulaločný za touto vilou
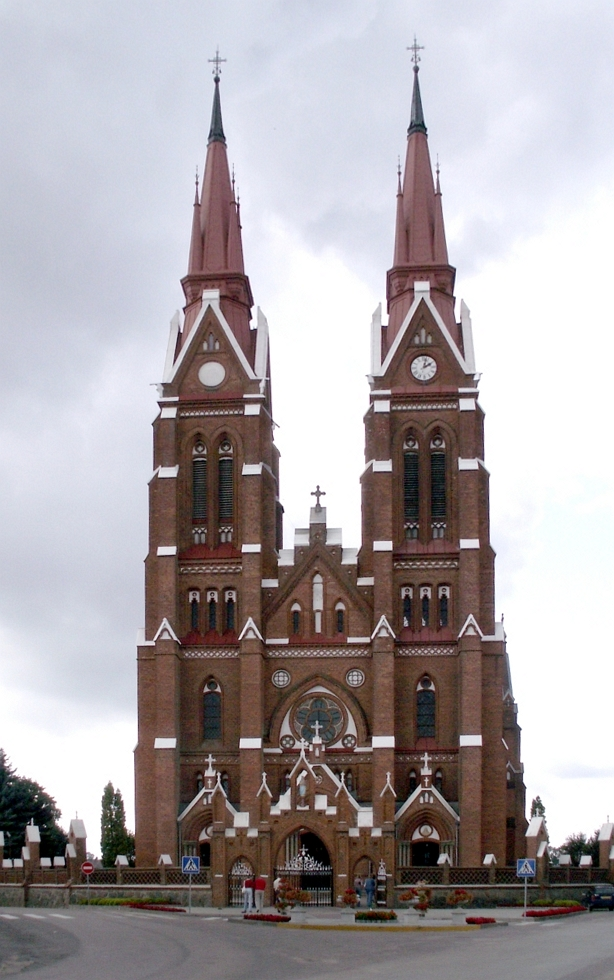
Kostel Svatého apoštola Jakuba (pohled od náměstí)
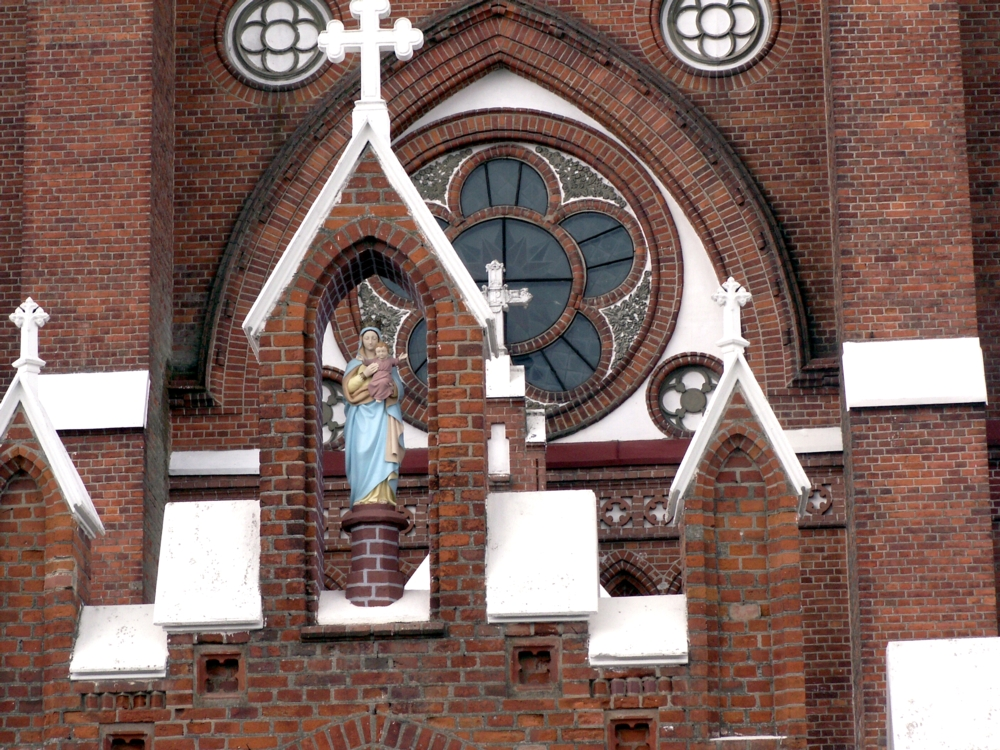
Socha Marie v průčelí kostela Sv. apošt. Jakuba
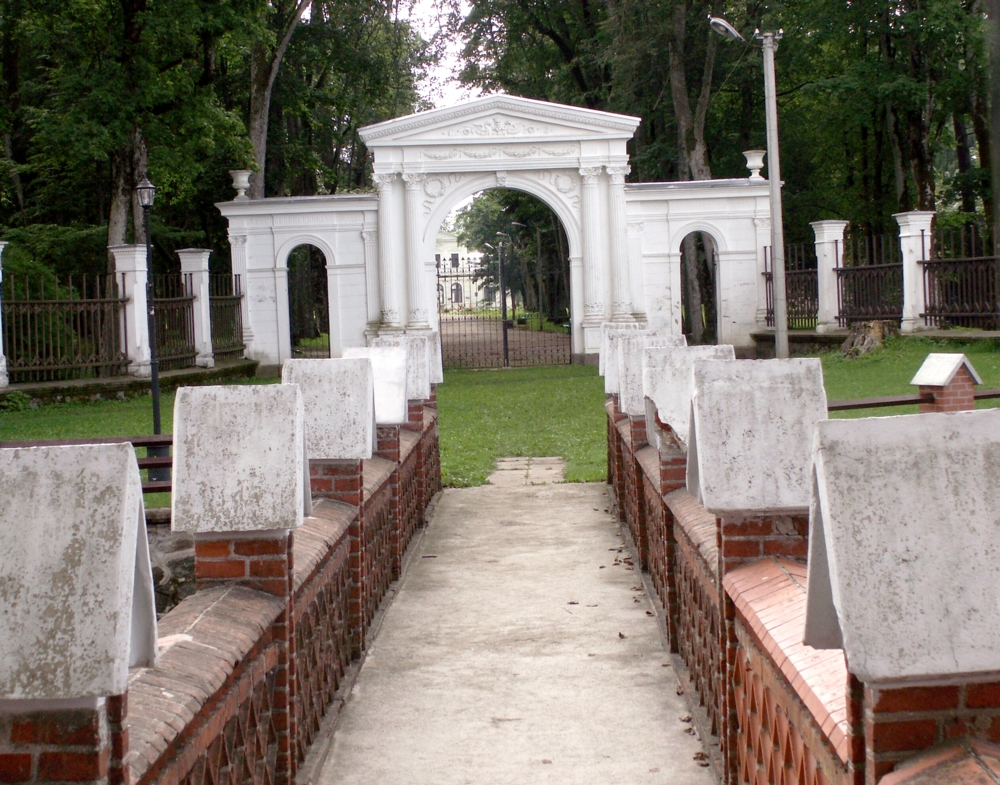
Most mezi kostelem Sv. apošt. Jakuba a dvorem hrabat Plateriajských (Brána do parku, v pozadí Genovaitina vila)
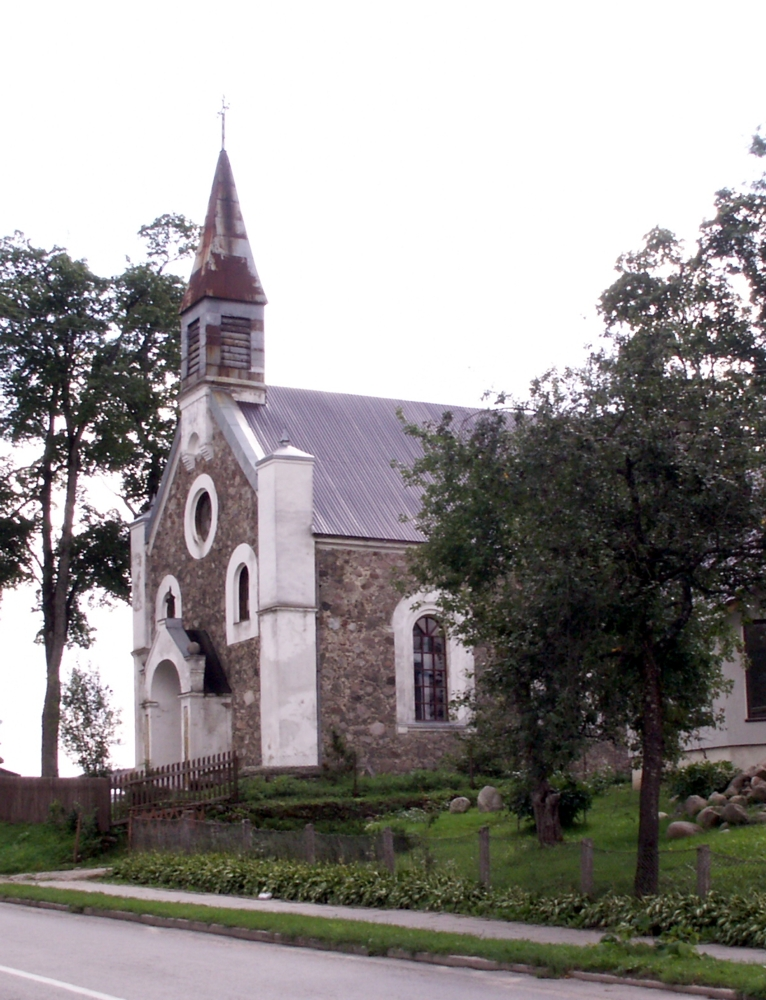
Evangelický luteránský kostel
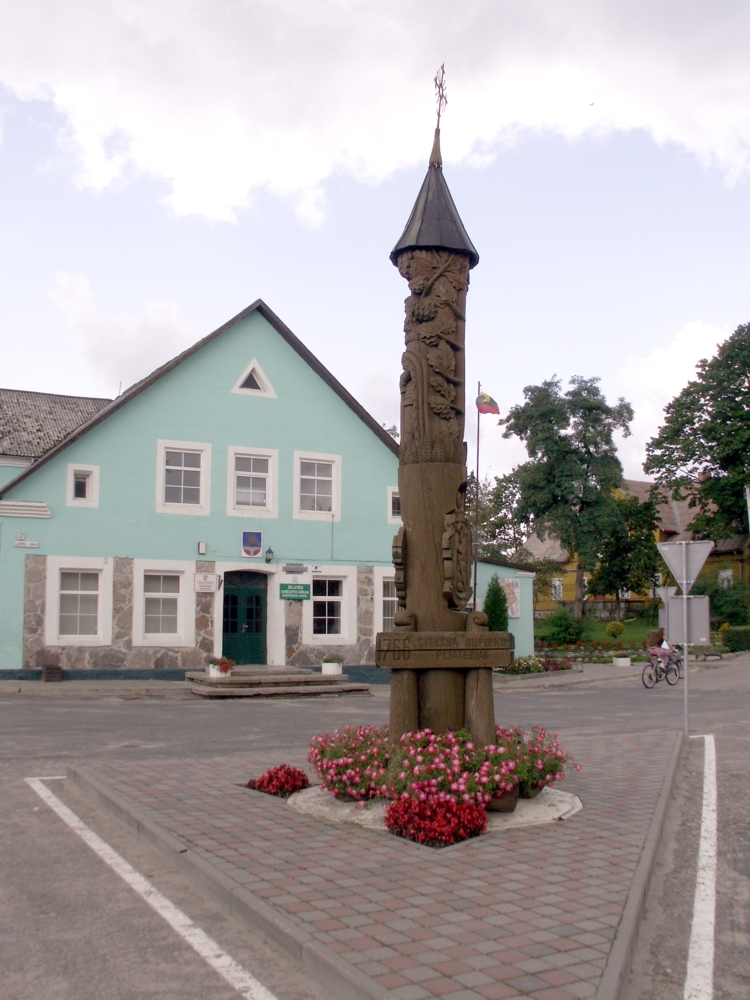
Dřevěný zastřešený sloup - památník pašerákům knih (2004) na náměstí
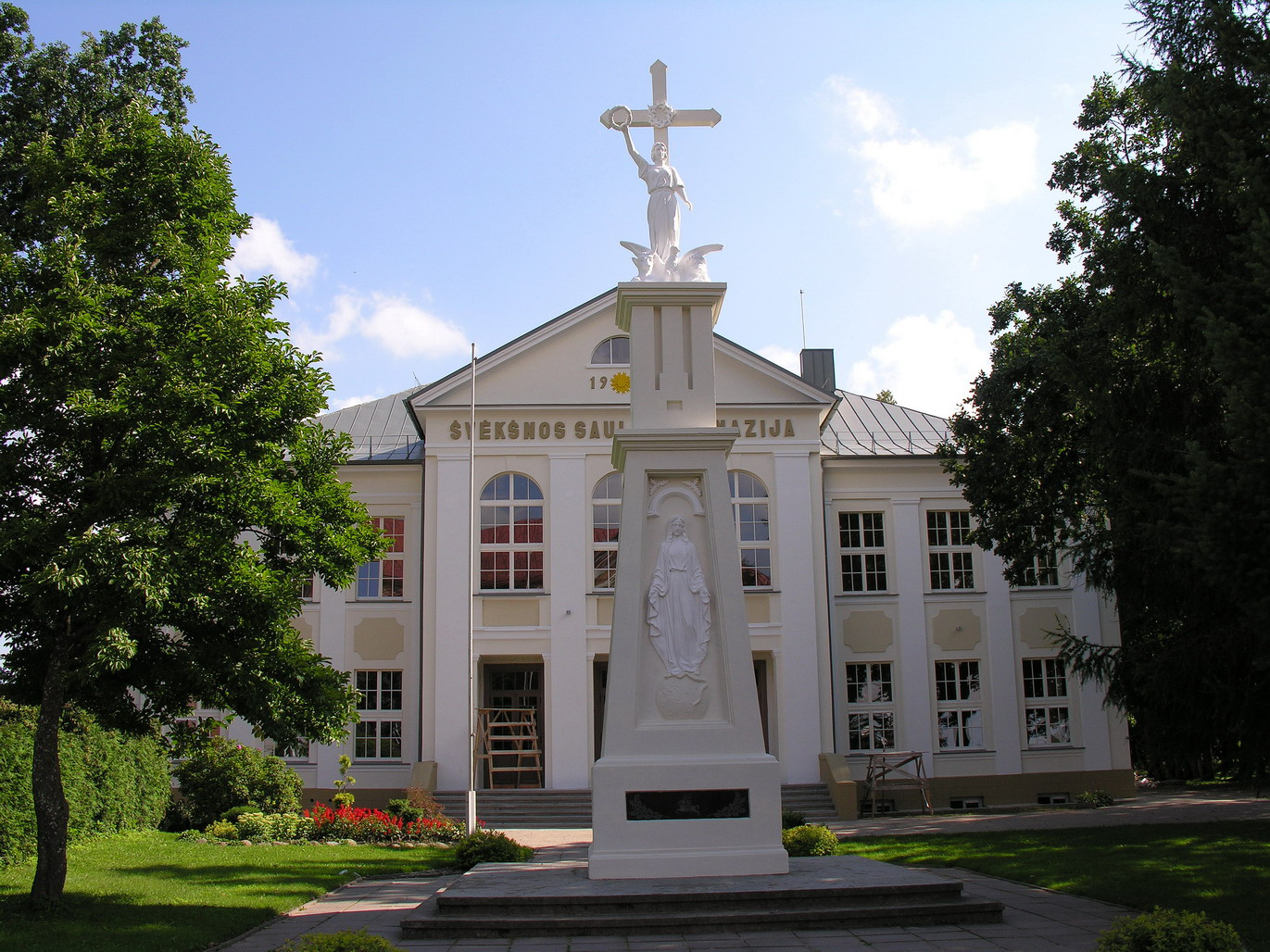
Gymnázium ve Švėkšně
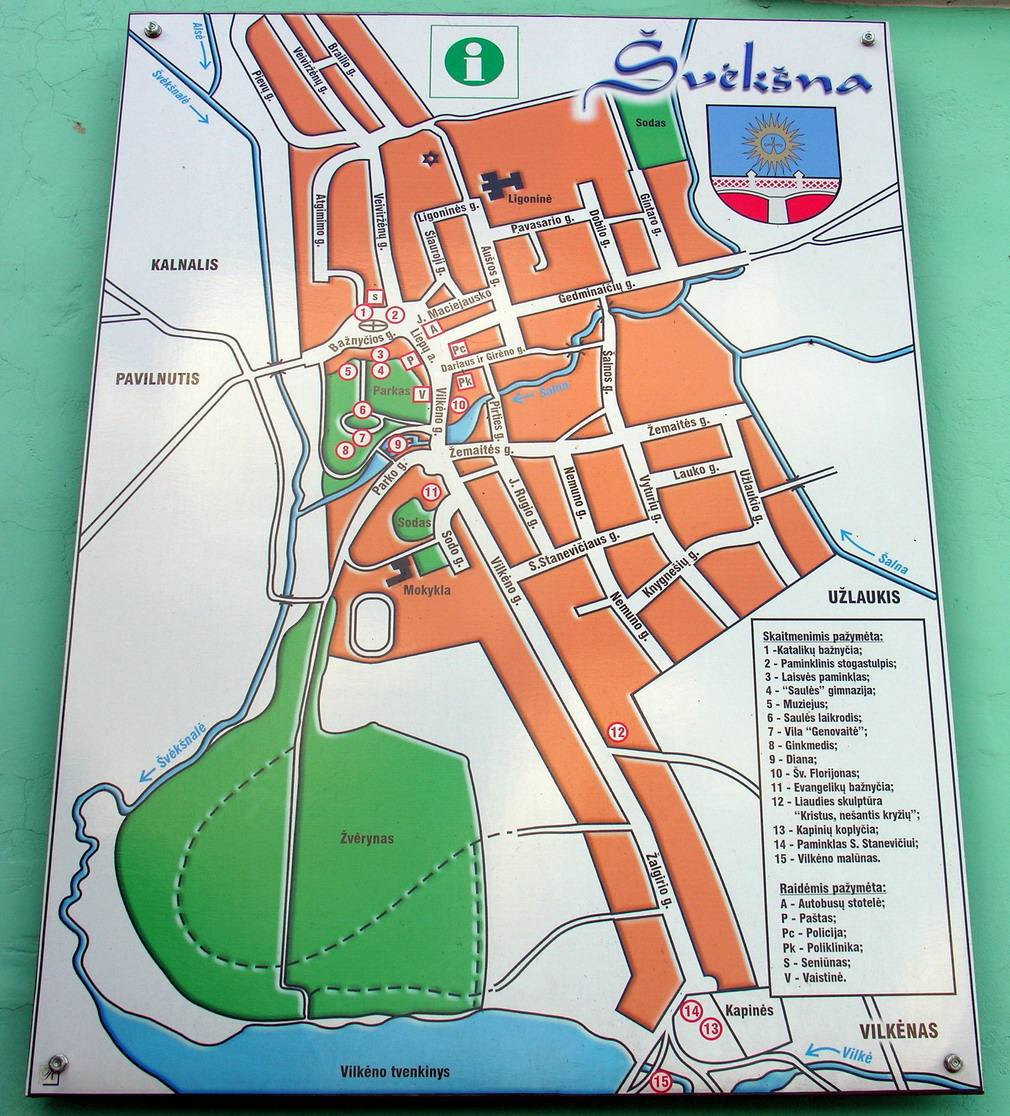
Plán Švėkšny